# Rigodium penicilliferum
Rigodium penicilliferum är en bladmossart som beskrevs av C. Müller 1901. Rigodium penicilliferum ingår i släktet Rigodium och familjen Lembophyllaceae. Inga underarter finns listade i Catalogue of Life.